# Горельеф
Горелье́ф (фр. haut-relief — высокий рельеф) — разновидность скульптурного выпуклого рельефа, в котором изображение выступает над плоскостью фона более чем на половину объёма изображаемых частей. Некоторые элементы могут быть совсем отделены от плоскости. Распространённый вид оформления архитектурных сооружений. Монументально-декоративный многоплановый горельеф позволяет создавать многофигурные композиции и даже включать элементы пейзажа, что почти невозможно в станковой скульптуре.
Горельефы из камня, бронзы и других материалов часто используются в качестве декоративных элементов в архитектуре и как самостоятельные произведения. Некоторые элементы горельефа иногда только соприкасаются с фоном, либо совсем отделяются от него. Иногда фигуры в горельефе выглядят как круглые статуи, приставленные к плоскости стены.
Наиболее известный пример классического горельефа эллинистической эпохи — рельефы цоколя Алтаря Зевса в Пергаме, Малая Азия.